# تومبا! 2: عودة الخنزير الشرير
تومبا! 2: عودة الخنزير الشرير (بالإنجليزية: Tomba! 2: The Evil Swine Return)‏ (باليابانية: トンバ!ザ・ワイルドアドベンチャー) ، هي لعبة فيديو من نوع لعبة منصات، أنتجت عام 1999 في اليابان والولايات المتحدة، وعام 2000م في أوروبا، وهي الجزء الثاني والأخير من سلسلة لعبة تومبا! ، والتي تدعم نظام الحصري لبلاي ستيشن.

## وصلات خارجية
- Tomba! The Wild Adventure PSN Page نسخة محفوظة 4 يونيو 2021 على موقع واي باك مشين.
- Tomba! 2: The Evil Swine Return at MobyGames